# Evaluación psicológica
La evaluación psicológica es una valoración efectuada por un profesional de la salud mental (por ejemplo, un psicólogo) para determinar el estado de la salud mental de una persona. El resultado obtenido es el diagnóstico es la determinación de la salud mental o, en el extremo contrario, el de una enfermedad mental. Es el equivalente mental de un examen físico.

## Descripción
Generalmente incluye una entrevista preliminar y la aplicación de pruebas estandarizadas: el test de Rorschach, el Test de Apercepción Temática (T.A.T.), pruebas de inteligencia (cociente intelectual) y otras. También puede incluir pruebas neuropsicológicas para evaluar, establecer, localizar y medir alguna irregularidad psicoorgánica.
El examen psicológico no es un proceso terapéutico en sí mismo, sino que pretende precisar un diagnóstico, indicar un tratamiento, una psicoterapia o una reeducación neuropsicológica. También puede ser parte de un peritaje de seguros o judicial, sea civil o penal. La evaluación concluye con un informe escrito que deberá comunicarse al paciente (la persona evaluada), quien deberá conocer sus implicancias.
También se le considera una disciplina psicológica que se ocupa del estudio científico del comportamiento a los niveles de complejidad necesarios de un sujeto con el fin de describir, predecir o explicar una conducta (Fernández Ballesteros, 1999). Cabe decir que, desde esta disciplina entenderemos el comportamiento como la ausencia o presencia de respuestas de una persona en relación con su entorno. Puede ser consciente o inconsciente, voluntario o involuntario y observable a diferentes niveles (caminar/pensar) de forma directa o indirecta. 

## Etapas
Una evaluación psicológica consta de las siguientes etapas:
- una entrevista clínica;
- la aplicación de batería de test psicológico;
- el análisis de los resultados a nivel cualitativo y cuantitativo;
- el dictamen del análisis que comprende los aspectos desprendidos así como su ponderación con los elementos clínicos pertinentes en el marco del examen;
- la conclusión y su comunicación a la persona examinada.

## Proceso de evaluación
La característica fundamental de la evaluación es que se trata de un proceso donde se recaban diferentes fuentes de información. Si se cuenta con referencias, es más fácil indagar, se formula el problema, se definen los comportamientos para la obtención de información y su posterior análisis para obtener conclusiones y así poder llevar a cabo un tratamiento y su seguimiento. Es decir:
- el motivo de la consulta;
- la formulación y evaluación del problema;
- la elección de conductas relevantes (se deciden los comportamientos y las variables clave);
- la obtención de información y tratamiento de los datos;
- la valoración de los resultados e informes;
- el seguimiento del tratamiento.

Evaluar conlleva un análisis, la valoración de una determinada cosa, de un objeto, de una acción, de un pensamiento, de forma tal que, al evaluar, en realidad se examina algo y, como resultado de la valoración, se obtienen conclusiones, a las que se denominan juicios.
Cuando esta evaluación se aplica a las facultades o capacidades de una persona, se están valorando las capacidades íntimas y personales, las dimensiones psicológicas, y se está realizando también un análisis sobre la conducta de la persona y de las variables que influyen en ella, que son tanto personales como ambientales.
Las variables personales son, fundamentalmente: 
- biológicas (fisiológicas y neurológicas)
- cognitivas (capacidades y aptitudes intelectuales): procesos mentales que permiten conocer y desenvolvernos en el mundo (atención, memoria, lenguaje...)
- de personalidad: formas de ser, de actuar o comportarse habitualmente, son rasgos y patrones de personalidad
- experienciales: se determinan aspectos cognitivos y de personalidad

Las variables ambientales son: 
- las personas (en el entrono próximo y en el entorno lejano)
- el ambiente

Se evalúa sobre la base de modelos diferentes de normalidad o anormalidad, como el modelo estadístico, modelo sociocultural, modelo médico, modelo psicológico, modelo jurídico. 
- La normalidad estadística se determina por convención, según la curva de Gauss (en un 95%).
- La normalidad psicológica (por ejemplo, el pigmalionismo es una parafilia donde las personas se excitan con las esculturas) se transforma en un problema cuando se utiliza de forma inadecuada. Se da en un contexto y consigo mismo. Se atiende a partir de los conocimientos de la psicopatología, que incluye la descripción y evaluación de la conducta que se considera anormal. Es importante determinar si la personalidad está alterada o si se presenta un trastorno. Para los jueces y fiscales, es fundamental conocer si existe una alteración y si ésta es grave o no, si el sujeto comprende, sabe, conoce lo que hace, y si lo quiere hacer.
- La normalidad jurídica está dictaminada por las leyes y normas, según la transgresión de la ley. Si se quebranta la ley, si se comete un delito y de qué nivel de gravedad es. Estos no son absolutos ni definitivos, sino relativos: dependen del momento histórico y de la cultura y sociedad en que se presente el caso.[cita requerida]

Un ejemplo de evaluación, es la evaluación psicológica forense, que analiza la interacción producida entre los aspectos biológicos, psicológicos y sociales de una persona para poder evaluar su comportamiento y así poder ayudar a entender mejor las características de una persona a los jueces y abogados en situaciones que requieren decisiones judiciales. Por lo que su objetivo principal es aportar información psicológica relevante de una persona en el contexto judicial, pues estos no son especialistas en la materia. De esta manera, pueden determinar por ejemplo si la persona puede ser imputable o no. 

## Instrumentos

### Principales Instrumentos de evaluación Psicológica General

#### Evaluación de la personalidad
- Encargadas de evaluar las principales dimensiones (o dimensiones globales) de la personalidad no patológica de los internos: 
  - Cuestionario de 16 factores de la personalidad.
  - Cuestionario de Personalidad de Eysenck-Revisado.
  - Inventario de Personalidad NEO-Revisado.
  - Cuestionario Big Five.
- Encargadas de evaluar la presencia de trastornos y sintomatología psicopatológica:
  - Cuestionario de 90 síntomas revisado.
  - Inventario Multifásico de Personalidad de Minnesota-2.
  - Inventario Clínico Multiaxial de Millon-II.
  - Entrevista Clínica Estructurada para los Trastornos del Eje I del DSM-IV.
  - Entrevista Clínica Estructurada para los Trastornos de la Personalidad del Eje II del DSM-IV.
  - Examen Internacional de los Trastornos de Personalidad.

#### Evaluación del autocontrol
- Son una serie de factores y escalas más específicas que nos ayudan a evaluar la impulsividad y los rasgos asociados a esta:
  - Escala de impulsividad de Barrat.
  - Factor 2 del PCL-R de Hare.
  - Factor AUC (autocontrol) del 16 PF-5.
  - Escala de búsqueda de sensaciones, Versión V.
  - Cuestionario de sensibilidad al castigo y al refuerzo, son las pruebas psicológicas específicas estandarizadas (orientadas al trauma, ansiedad..)
  - Escala de impulsividad de Plutchik.
  - Escala de valoración de la impulsividad.
  - Inventario de Expresión de Ira Estado-Rasgo.

#### Entrevistapericialsemiestructurada, para la evaluación de loscasos de psicopatía.
Las entrevistas basadas en los principios de la entrevista cognitiva son las más productivas, adecuadas y válidas para los propósitos forenses. No obstante presentan algunos inconvenientes que es preciso tener en cuenta. El primer inconveniente al que se refiere a que no pueden ser empleados a menos que exista colaboración por parte del entrevistado. Se recomienda tomar medidas para que el testigo se sienta cómodo y relajado.

## Situaciones en que se requiere una evaluación psicológica
Los empleos sensibles, tales como trabajos de inteligencia o que implican el manejo de información clasificada, pueden tener como requisito una evaluación psicológica antes de emplear a alguna persona, aunque usualmente es también muy importante la evaluación de los antecedentes de la persona en cuestión.
Un tribunal de justicia puede ordenar una evaluación psicológica de un procesado a fin de determinar su competencia para su enjuiciamiento. Asimismo, cuando se utiliza la condición de insanidad como defensa, usualmente se exige que la parte demandada se someta a una evaluación psicológica que establezca su imputabilidad.
En la rama de la criminología su uso hace un importante acto de presencia, como en el ámbito del derecho penal, el forense, el clínico o el penitenciario, entre otros, donde los objetivos principales serán no sólo el de poder llevar a cabo una intervención de carácter terapéutico, reinsertando al condenado en la sociedad, sino también estudiar las repercusiones jurídicas derivadas de cada trastorno mental.
El uso de algunas herramientas como el VRAG (siglas de "Violence Risk Appraissal Guide", es decir, de la Guía de Evaluación de Riesgo de Violencia; Harris, Rice y Quinsey, 1993), que tiene como finalidad la valoración de la probabilidad de un sujeto de reincidir respecto a un determinado delito, o el SAQ (Loza, 1996), que aborda los aspectos principales en la predicción delictiva, intentan estimar, por medio de una serie de reactivos, un nivel de peligrosidad especialmente para aquellos individuos que han pasado por prisión. Aunque existen una gran cantidad de sistemas para la valoración de riesgo dependiendo del tipo de violencia o de delito, la combinación de los dos anteriormente mencionados se aplica en los sistemas penitenciarios españoles.[cita requerida]

## Marco teórico sobre el daño psíquico
- desajustes psicológicos derivados de una acción criminal
- psicología traumática, estrés transaccional
- No se trata de daño moral, no es psicología del testimonio.
- lesión psíquica y secuelas psíquicas
- TEPT (inicio y fin) y TEPT-C (complejo: hecho que permanece en el tiempo)
- simulación, sobresimulación y disimulación (simulación de cuadros patológicos)
- factores moduladores: victimización, vulnerabilidad, protección, etcétera.
- victimización secundaria.

## Ámbito en la adolescencia- niños
La evaluación psicológica en el ámbito de la adolescencia y la niñez es un proceso fundamental para comprender y abordar los aspectos emocionales, cognitivos y conductuales de los jóvenes. A continuación, se presentan algunos aspectos claves relacionados con la evaluación psicológica en esta población:
1. Entrevista clínica : El primer paso en la evaluación psicológica suele ser una entrevista con el niño o adolescente, así como con sus padres o tutores. Esta entrevista permite recopilar información sobre la historia del desarrollo del niño, su entorno familiar y social, así como sus preocupaciones actuales.
2. Pruebas psicométricas : Se utilizan pruebas estandarizadas para evaluar aspectos cognitivos, emocionales y conductuales.
3. Observación clínica : Los profesionales de la salud mental observan el comportamiento del niño o adolescente en diferentes situaciones para obtener una comprensión más completa de sus dificultades y fortalezas.
4. Evaluación de la psicopatología : Se evalúan los síntomas de posibles trastornos psicológicos, como la depresión, la ansiedad, el trastorno por déficit de atención e hiperactividad (TDAH), entre otros.
5. Evaluación del desarrollo y la maduración : Se evalúa el desarrollo psicológico y emocional en relación con la etapa de la adolescencia, incluyendo la identidad, la autonomía y la toma de decisiones.
6. Evaluación familiar : Se considera el entorno familiar y la dinámica familiar para comprender cómo pueden influir en la salud mental del niño o adolescente.
7. Evaluación educativa : En muchos casos, es importante evaluar el rendimiento académico y las necesidades educativas especiales del niño o adolescente.
8. Evaluación de factores ambientales y estresores : Se consideran los factores estresantes en la vida del niño, como el acoso escolar, los cambios en la familia o los eventos traumáticos.
9. Informe y retroalimentación : Después de completar la evaluación, se proporciona un informe detallado con hallazgos y recomendaciones. Este informe suele ser discutido con los padres o tutores y, en algunos casos, con el niño o adolescente, dependiendo de su edad y capacidad de comprensión.

La evaluación psicológica en la adolescencia y niñez es crucial para comprender las necesidades individuales, diagnosticar posibles trastornos o problemas de adaptación y planificar intervenciones terapéuticas adecuadas. Es importante que sea llevado a cabo por profesionales de la salud mental con experiencia en el trabajo con esta población, y que se realice de manera ética y respetuosa, teniendo en cuenta la confidencialidad y el bienestar del niño o adolescente.